# Championnat de Russie de football de deuxième division
La Première ligue (russe : Первая лига, Pervaïa Liga) est une compétition russe de football fondée en 1992 après la dissolution de l'Union soviétique. Elle constitue la seconde division du football professionnel russe et succède ainsi à la deuxième division soviétique.
Sur la base de l'ancien championnat soviétique, la compétition est à l'origine appelée Première ligue jusqu'en 1998, date à laquelle elle adopte le nom Première division (russe : Первый дивизион). Organisé depuis ses débuts par la Ligue de football professionnel, le championnat passe entre les mains de la Ligue nationale de football (ru) à partir de la saison 2011-2012, qui donne son nom à la compétition jusqu'au retour à l'appellation originelle durant l'été 2022.
Le nombre d'équipes prenant part au championnat varie régulièrement au cours de son histoire, notamment par-rapport à ses deux premières éditions qui ont pris la forme de compétitions par groupes de plus de 50 équipes. Depuis la saison 1994, le championnat ne comprend plus qu'une poule unique dont le nombre de participants est généralement compris entre 17 et 22 selon les éditions.
Depuis la saison 2022-2023, dix-huit équipes participent à la compétition. À l'issue de la saison, les deux premiers du classement sont promus en première division, tandis que le troisième et le quatrième doivent disputer un barrage contre le treizième et le quatorzième du premier échelon. Dans le même temps, les quatre derniers au classement sont relégués en troisième division.
L'actuel tenant du titre est le FK Khimki, qui remporte le championnat de deuxième division à l'issue de la saison 2023-2024. Pas moins de dix équipes ont remportée la compétition à deux reprises.

## Histoire
Après la dissolution de l'URSS, tous les clubs russes des anciennes première et deuxième divisions soviétiques sont regroupés au sein de la nouvelle Ligue supérieure russe, tandis que les clubs des troisième et quatrième divisions sont regroupés au sein de la nouvelle deuxième division russe. Un total de cinquante-deux équipes prennent part à la première édition de la compétition, et sont divisés en trois groupes (Centre, Est et Ouest). Le Kamaz Naberejnye Tchelny, le Luch Vladivostok et le Jemtchoujina Sotchi sont les vainqueurs respectifs de chaque groupe et les premiers promus en première division. Le format par groupe est abandonné en 1994 pour un format à groupe unique, à vingt-deux équipes dans un premier temps. Le premier champion de la compétition unifiée est le Tchernomorets Novorossiisk, avec comme dauphin le Rostselmach Rostov.
Le nombre de participants passe à vingt équipes en 2000 puis à dix-huit en 2001 avant de repasser à vingt-deux en 2003. Il reprend finalement un format à vingt équipes, encore en vigueur actuellement, à partir de la saison 2009, bien que plusieurs variations sont à signaler entre 2012 et 2015 en raison des multiples troubles économiques touchant les clubs russes et provoquant de nombreux abandons. Pour remédier à ce phénomène, la FNL modifie son règlement en 2016 afin de permettre aux équipes reléguées sportivement d'être repêchées, ce qui n'était pas le cas avant[réf. nécessaire].
La FNL accueille pour la première fois de son histoire des clubs-école à partir de la saison 2015-2016, avec les promotions du Spartak-2 Moscou et du Zénith-2 Saint-Pétersbourg. Ils sont rejoints par le FK Krasnodar-2 lors de la saison 2018-2019,.
La compétition est organisée dans un premier temps par la Ligue de football professionnel (PFL) de sa fondation jusqu'à la saison 2010. La situation change en décembre 2010 avec la rupture du contrat liant la PFL à la fédération russe en raison d'un contentieux juridique,. Elle se voit alors retirer l'organisation de plusieurs compétitions, dont la deuxième division qui passe sous le contrôle de la nouvellement formée Ligue nationale de football (ru) (FNL), qui renomme le championnat à son nom. Malgré le règlement des soucis juridiques de la PFL en mai 2011, la FNL est maintenue comme organisatrice du deuxième échelon. En juin 2022, celle-ci redonne à la compétition son nom originel, Pervaïa Liga.

## Format

### Règles de classement
Les vingt équipes s'affrontent chacune à deux reprises, à domicile et à l'extérieur, pour un total de trente-huit rencontres. La victoire rapporte trois points (deux entre 1992 et 1994) tandis qu'un match nul en donne un seul et une défaite aucun. La grandeur du territoire russe et le nombre généralement élevé d'équipes issues de la Russie européenne amène régulièrement à des aménagements de calendrier pour les équipes situées dans la partie asiatique du territoire, qui sont amenées à se déplacer moins régulièrement.
Si deux équipes possèdent le même nombre de points, elles sont départagées au nombre de victoires acquises au cours de la saison, puis par rapport aux confrontations directes : points, différence de buts, et enfin buts inscrits à l'extérieur. Les critères s'appliquant sont ensuite la différence de buts générale, le nombre de buts marqués et le nombre de buts marqués à l'extérieur. Si l'égalité persiste, une rencontre d'appui entre les équipes concernées est organisée.

### Calendrier
Le championnat suit un calendrier de type estival jusqu'en 2010, se déroulant généralement entre mars et novembre d'une même année afin d'éviter d'évoluer durant le rugueux hiver russe, en adéquation avec la plupart des autres championnats d'Europe du Nord connaissant les mêmes contraintes climatiques.
Ce format est altéré en 2011, qui voit une transition vers un calendrier « automne-printemps » plus proche des championnats d'Europe occidental, la fédération russe justifiant ce changement par la volonté de « mener le football russe à un meilleur niveau en synchronisant notre calendrier avec le calendrier européen ». La saison 2011-2012 sert ainsi de saison de transition, avec un championnat étalé sur quatorze mois au lieu de neuf, démarrant en avril 2011 pour se conclure en mai 2012, qui voit chaque équipe disputer entre quarante-huit et cinquante-deux matchs au total sur deux phases. Le championnat retrouve son format habituel à partir de la saison suivante, qui applique désormais le calendrier actuellement utilisé démarrant en juillet pour se conclure au mois de mai de l'année suivante et comprenant une trêve hivernale de trois mois entre décembre et mars.

### Promotions et relégations
Durant les deux premières saisons de la deuxième division, du fait de son format par groupe, seuls les premiers des trois groupes peuvent aspirer à la promotion, directement lors de la première édition puis à la suite de barrages lors de la saison 1993. Après la réorganisation en un groupe unique, ce sont les deux premiers du classement final qui sont promus à l'issue de la saison. Ce format est appliqué dans un premier temps en 1994 puis entre 1998 et 2010. Les saisons 1995 et 1996 voient trois équipes monter directement, puis une seule en 1997. Les saisons 2009 et 2010 voient également trois équipes monter, mais cette fois pour des raisons administratives en remplacement d'équipes de première division qui se sont retirées, l'Alania Vladikavaz remplaçant le FK Moscou dans le premier cas, et le FK Krasnodar le Saturn Ramenskoïe dans le deuxième. À partir de la saison 2011-2012, les organisateurs décident de mettre en place des barrages de promotion, auxquels se qualifient le troisième et le quatrième du championnat qui affrontent alors respectivement le quatorzième et le treizième de la première division, donnant la possibilité d'avoir jusqu'à quatre clubs promus en une saison, comme c'est le cas en 2014.
En ce qui concerne les relégations, la première édition de la compétition voit deux équipes descendre directement au troisième échelon dans le groupe Est contre trois pour les groupes Centre et Ouest, du fait du nombre différent d'équipes participantes (seize pour le groupe Est, dix-huit pour les autres). La saison suivante, avec le passage à un format en une poule unique, voit plus de la moitié des équipes être reléguées en troisième, voire dans la nouvelle quatrième division. Par la suite, le nombre de relégués passe à cinq en 1994 puis trois l'année suivante avant de revenir à cinq à partir de 1996, nombre de relégués habituellement prévu dans le règlement du championnat, qui tend à se calquer sur le nombre de groupes de la troisième division dont les vainqueurs sont directement promus en deuxième division et remplacent les relégués. Les saisons 2001, 2002 et 2008 font exception avec respectivement trois, deux et sept clubs relégués sportivement en fin de saison, à chaque fois en raison de l'augmentation ou de la diminution du nombre d'équipes participantes. L'édition 1998 est par ailleurs la seule à faire figurer un barrage de relégation, le Neftekhimik Nijnekamsk, dix-septième du classement, constituant alors le sixième relégué de la saison après sa défaite contre le Torpedo-ZIL Moscou.
Selon les saisons, le nombre de relégués n'est cependant pas toujours égal aux relégués sportifs, de nombreux clubs de tous les échelons étant régulièrement forcés de quitter la compétition pour des raisons administratives, généralement par retrait de leur licence pour des raisons financières. Ce phénomène, qui apparaît dès les débuts du championnat, se manifeste particulièrement à partir des années 2000, où il n'est pas rare de voir une ou plusieurs équipes quitter la compétition pour des raisons non-sportives. Cela est notamment le cas lors des saisons 2011-2012 et 2013-2014, où pas moins de quatre équipes quittent le championnat de ce fait. La saison 2017-2018 est également notable à ce niveau, où le nombre de relégués administratifs et de non-promus est tel que l'intégralité des clubs relégués sportivement sont repêchés à l'issue de la saison,.

## Clubs engagés pour la saison 2023-2024
Légende des couleurs
- Relégué de première division
- Promu de troisième division

| Club                       | Présent depuis | Classement 2022-2023 | Entraîneur             | Stade                        | Capacité théorique |
| -------------------------- | -------------- | -------------------- | ---------------------- | ---------------------------- | ------------------ |
| FK Khimki                  | 2023           | 15 (D1)              | Andreï Talalaïev       | Arena Khimki                 | 18 636             |
| Torpedo Moscou             | 2023           | 16 (D1)              | Oleg Kononov           | Stade Loujniki               | 76 880             |
| Alania Vladikavkaz         | 2020           | 3                    | Ievgueni Kalechine     | Akhmad Arena (Grozny)        | 30 597             |
| Ienisseï Krasnoïarsk       | 2019           | 4                    | Andreï Tikhonov        | Stade central                | 15 000             |
| Rodina Moscou              | 2022           | 5                    | Franc Artiga           | Sapsan Arena                 | 10 000             |
| Neftekhimik Nijnekamsk     | 2019           | 6                    | Kirill Novikov         | Stade Neftekhimik            | 3 100              |
| Chinnik Iaroslavl          | 2022           | 7                    | Dmitri Cheryshev       | Stade Chinnik (en)           | 22 990             |
| Dinamo Makhatchkala        | 2022           | 8                    | Khassanbi Bidjiev (en) | Anji Arena (en) (Kaspiisk)   | 24 173             |
| Akron Togliatti            | 2020           | 9                    | Zaur Tedeïev           | Stade Kristall (Jigouliovsk) | 3 010              |
| SKA-Khabarovsk             | 2018           | 10                   | Roman Charonov         | Stade Lénine                 | 14 800             |
| Kamaz Naberejnye Tchelny   | 2021           | 11                   | Ildar Akhmetzianov     | Stade Kamaz (en)             | 6 248              |
| Volgar Astrakhan           | 2020           | 12                   | Sergueï Pavlov         | Stade central                | 18 000             |
| Arsenal Toula              | 2022           | 13                   | Aleksandr Storojouk    | Stade Arsenal (en)           | 14 935             |
| Kouban Krasnodar           | 2021           | 14                   | Vadim Ievseïev         | Stade Kouban                 | 31 654             |
| Tchernomorets Novorossiisk | 2023           | 1 (D3, groupe 1)     | Vadim Garanine         | Stade central                | 12 500             |
| FK Leningradets            | 2023           | 1 (D3, groupe 2)     | Sergueï Kiriakov       | Stade Petrovski              | 20 985             |
| Sokol Saratov              | 2023           | 1 (D3, groupe 3)     | Alekseï Baga (en)      | Stade Lokomotiv              | 11 359             |
| FK Tioumen                 | 2023           | 1 (D3, groupe 4)     | Igor Menchtchikov      | Stade Geolog                 | 13 057             |

## Palmarès
| Saison    | Clubs | Champion(s)                                                                             | Autre(s) promu(s)                          | Meilleur(s) buteur(s) |
| --------- | ----- | --------------------------------------------------------------------------------------- | ------------------------------------------ | --- |
| 1992      | 52    | Luch Vladivostok (Est) Kamaz Naberejnye Tchelny (Centre) Jemtchoujina Sotchi (Ouest)    | –                                          | Centre : Oleg Teriokhine (Sokol Saratov, 27 buts) Est : Viatcheslav Kartachov (Irtych Omsk, 19 buts) Ouest : Gocha Gogrichiani (Jemtchoujina Sotchi, 26 buts)                   |
| 1993      | 58    | Dinamo-Gazovik Tioumen (Est) Lada Togliatti (Centre) Tchernomorets Novorossiisk (Ouest) | –                                          | Centre : Vladimir Filimonov (Zvezda Perm, 37 buts) Est : Viatcheslav Kamoltsev (Dinamo-Gazovik Tioumen, 22 buts) Ouest : Sergueï Bourdine (Tchernomorets Novorossiisk, 25 buts) |
| 1994      | 22    | Tchernomorets Novorossiisk (2)                                                          | Rostselmach Rostov                         | Dmitri Siline (Baltika Kaliningrad, 35 buts) |
| 1995      | 22    | Baltika Kaliningrad                                                                     | Lada Togliatti Zénith Saint-Pétersbourg    | Sergueï Boulatov (Baltika Kaliningrad, 29 buts) |
| 1996      | 22    | Dinamo-Gazovik Tioumen (2)                                                              | Chinnik Iaroslavl Fakel Voronej            | Varlam Kilasonia (Lokomotiv Saint-Pétersbourg, 22 buts) |
| 1997      | 22    | Ouralan Elista                                                                          | –                                          | Alekseï Tchernov (Lada-Grad Dimitrovgrad, 29 buts) |
| 1998      | 22    | Saturn Ramenskoïe                                                                       | Lokomotiv Nijni Novgorod                   | Andradina (Arsenal Toula, 27 buts) |
| 1999      | 22    | Anji Makhatchkala                                                                       | Fakel Voronej                              | Konstantin Paramonov (Amkar Perm, 23 buts) |
| 2000      | 20    | Sokol Saratov                                                                           | Torpedo-ZIL Moscou                         | Andreï Fedkov (Sokol Saratov, 26 buts) |
| 2001      | 18    | Chinnik Iaroslavl                                                                       | Ouralan Elista                             | Vitali Kakounine (Neftekhimik Nijnekamsk, 20 buts) |
| 2002      | 18    | Rubin Kazan                                                                             | Tchernomorets Novorossiisk                 | Davit Chaladze (Rubin Kazan, 20 buts) Viatcheslav Kamoltsev (Tchernomorets Novorossiisk, 20 buts)                                                                               |
| 2003      | 22    | Amkar Perm                                                                              | Kouban Krasnodar                           | Aleksandr Panov (Dinamo Saint-Pétersbourg, 23 buts) |
| 2004      | 22    | Terek Grozny                                                                            | Tom Tomsk                                  | Andreï Fedkov (Terek Grozny, 38 buts) |
| 2005      | 22    | Luch-Energia Vladivostok (2)                                                            | Spartak Naltchik                           | Ievgueni Alkhimov (Lokomotiv Tchita, 24 buts) |
| 2006      | 22    | FK Khimki                                                                               | Kouban Krasnodar                           | Ievgueni Alkhimov (Oural Iekaterinbourg, 25 buts) |
| 2007      | 22    | Chinnik Iaroslavl (2)                                                                   | Terek Grozny                               | Dmitri Akimov (Sibir Novossibirsk, 34 buts) |
| 2008      | 22    | FK Rostov                                                                               | Kouban Krasnodar                           | Denis Popov (Tchernomorets Novorossiisk/Torpedo Moscou, 24 buts) |
| 2009      | 20    | Anji Makhatchkala (2)                                                                   | Sibir Novossibirsk Alania Vladikavkaz      | Alekseï Medvedev (Sibir Novossibirsk, 18 buts) |
| 2010      | 20    | Kouban Krasnodar                                                                        | Volga Nijni Novgorod FK Krasnodar          | Otar Martsvaladze (Volga Nijni Novgorod, 21 buts) |
| 2011-2012 | 20    | Mordovia Saransk                                                                        | Alania Vladikavkaz                         | Rouslan Moukhametchine (Mordovia Saransk, 31 buts) |
| 2012-2013 | 17    | Oural Iekaterinbourg                                                                    | Tom Tomsk                                  | Spartak Gogniev (Oural Iekaterinbourg, 17 buts) |
| 2013-2014 | 19    | Mordovia Saransk (2)                                                                    | Arsenal Toula Torpedo Moscou FK Oufa       | Aleksandr Koutine (Arsenal Toula, 19 buts) |
| 2014-2015 | 18    | Krylia Sovetov Samara                                                                   | Anji Makhatchkala                          | Yannick Boli (Anji Makhatchkala, 15 buts) |
| 2015-2016 | 20    | Gazovik Orenbourg                                                                       | Arsenal Toula Tom Tomsk                    | Artiom Delkine (Gazovik Orenbourg, 16) Maksim Jitnev (Sibir Novossibirsk, 16 buts) Khasan Mamtov (FK Tioumen, 16 buts)                                                          |
| 2016-2017 | 20    | Dynamo Moscou                                                                           | FK Tosno SKA-Khabarovsk                    | Kirill Pantchenko (Dynamo Moscou, 24 buts) |
| 2017-2018 | 20    | FK Orenbourg (2)                                                                        | Krylia Sovetov Samara Ienisseï Krasnoïarsk | Artiom Koulichev (Dinamo Saint-Pétersbourg, 17 buts) |
| 2018-2019 | 20    | FK Tambov                                                                               | FK Sotchi                                  | Maksim Barsov (FK Sotchi, 19 buts) |
| 2019-2020 | 20    | Rotor Volgograd                                                                         | FK Khimki                                  | Aleksandr Roudenko (Spartak-2 Moscou/Torpedo Moscou, 14 buts) Ivan Sergueïev (Torpedo Moscou, 14 buts)                                                                          |
| 2020-2021 | 22    | Krylia Sovetov Samara (2)                                                               | FK Nijni Novgorod                          | Ivan Sergueïev (Torpedo Moscou/Krylia Sovetov Samara, 40 buts) |
| 2021-2022 | 20    | Torpedo Moscou                                                                          | Fakel Voronej FK Orenbourg                 | Maksim Maksimov (Fakel Voronej, 22 buts) |
| 2022-2023 | 18    | Rubin Kazan                                                                             | Baltika Kaliningrad                        | Gedeon Guzina (Baltika Kaliningrad, 14 buts) Ivan Timochenko (Rodina Moscou, 14 buts)                                                                                           |
| 2023-2024 | 18    | FK Khimki                                                                               | Dinamo Makhatchkala                        | Jonathan Okoronkwo (Arsenal Toula, 17 buts) |

1. ↑  Malgré sa victoire dans le groupe Ouest en 1993, le Tchernomorets Novorossiisk n'est pas promu à l'issue de la saison après sa défaite en barrages de promotion.
2. ↑  L'Alania Vladikavkaz est promu administrativement durant l'intersaison afin de remplacer le FK Moscou.
3. ↑  Le FK Krasnodar est promu administrativement durant l'intersaison afin de remplacer le Saturn Ramenskoïe.
4. ↑  L'édition 2019-2020 de la compétition est arrêtée de manière anticipée au mois de mars 2020 en raison de la pandémie de Covid-19 en Russie. Le classement au moment de l'abandon est par la suite considéré comme définitif[12].

### Bilan par club
| Club                       | Champion | Vice-champion | Édition(s) remportée(s) |
| -------------------------- | -------- | ------------- | ----------------------- |
| Tchernomorets Novorossiisk | 2        | 1             | 1993 (Ouest), 1994      |
| Chinnik Iaroslavl          | 2        | 1             | 2001, 2007              |
| Anji Makhatchkala          | 2        | 1             | 1999, 2009              |
| FK Orenbourg               | 2        | 1             | 2015-2016, 2017-2018    |
| Krylia Sovetov Samara      | 2        | 1             | 2014-2015, 2020-2021    |
| FK Tioumen                 | 2        | -             | 1993 (Est), 1996        |
| Luch Vladivostok           | 2        | -             | 1992 (Est), 2005        |
| Mordovia Saransk           | 2        | -             | 2011-2012, 2013-2014    |
| Rubin Kazan                | 2        | -             | 2002, 2022-2023         |
| FK Khimki                  | 2        | -             | 2006, 2023-2024         |
| Kouban Krasnodar           | 1        | 3             | 2010                    |
| Ouralan Elista             | 1        | 2             | 1997                    |
| Lada Togliatti             | 1        | 1             | 1993 (Centre)           |
| Akhmat Grozny              | 1        | 1             | 2004                    |
| FK Rostov                  | 1        | 1             | 2008                    |
| Kamaz Naberejnye Tchelny   | 1        | -             | 1992 (Centre)           |
| Jemtchoujina Sotchi        | 1        | -             | 1992 (Ouest)            |
| Baltika Kaliningrad        | 1        | -             | 1995                    |
| Saturn Ramenskoïe          | 1        | -             | 1998                    |
| Sokol Saratov              | 1        | -             | 2000                    |
| Amkar Perm                 | 1        | -             | 2003                    |
| Oural Iekaterinbourg       | 1        | -             | 2012-2013               |
| Dynamo Moscou              | 1        | -             | 2016-2017               |
| FK Tambov                  | 1        | -             | 2018-2019               |
| Rotor Volgograd            | 1        | -             | 2019-2020               |
| Torpedo Moscou             | 1        | -             | 2021-2022               |

## Affluences
La deuxième division connaît sa plus forte affluence durant la saison 2001, avec en moyenne 8 910 spectateurs par match. De manière générale, l'attendance est très faible durant les premières années de la compétition avant d'atteindre son pic entre la fin des années 1990 et le début des années 2000,, puis de descendre progressivement pour atteindre sa pire moyenne à la fin de la saison 2021-2022, durant laquelle une moyenne de 976 spectateurs ont assisté aux rencontres du championnat.
L'affluence la plus élevée enregistrée dans la division est le match de la trente-septième journée de l'édition 2017-2018 opposant l'Olimpiets Nijni Novgorod et le Luch-Energia Vladivostok, auquel assistent 42 100 spectateurs dans le stade de Nijni Novgorod le 6 mai 2018,.
Le graphique suivant représente le nombre moyen de spectateurs par match par saison.

## Historique du logo

Ancien logo.
Logo depuis 2021.